# Maienzeit
Maienzeit (Originaltitel Maytime) ist eine US-amerikanische Filmoperette aus dem Jahr 1937 und ist die dritte Zusammenarbeit des populären Leinwandpaares Jeanette MacDonald und Nelson Eddy. Die Regie bei dem mit erheblichem Aufwand produzierten Film, der vage Anleihen an der gleichnamigen Operette von Sigmund Romberg nimmt, führte Robert Z. Leonard. Maienzeit wurde zum finanziell erfolgreichsten Film des Jahres 1937 für das Studio.

## Handlung
Während die Jugend einer Kleinstadt ausgelassen um den Maibaum tanzt, versucht die alte Jungfer Miss Morrison einen jungen Mann zu trösten, dessen Freundin, eine angehende Opernsängerin, gerade erst das Angebot für ein festes Engagement erhalten hat. Es stellt sich heraus, dass Miss Morrison in ihrer schon lange zurückliegenden Jugend die berühmte Operndiva Marcia Morrison gewesen ist. Eine ausgedehnte Rückblende erzählt von ihrem Aufstieg und der anschließenden Tragödie, die zu ihrem Rückzug ins Privatleben geführt hat.
Marcia versucht ihr Glück als Sängerin in Paris, wo sie bei dem bekannten Gesangslehrer Nicolai Nazaroff studiert. Zwischen den beiden besteht ein vertrauensvolles Verhältnis, das schließlich zu einem Heiratsantrag von Nicolai führt. Marcia akzeptiert, jedoch nur aus Verantwortungsgefühl denn echter Liebe. Kurze Zeit später trifft sie den jungen Sänger Paul Allison und beide verlieben sich sofort ineinander. Marcia fühlt sich dem Wort verpflichtet, dass die Nicolai gab und drängt Paul, sie zu vergessen. Die Ehe zwischen Nicolai und Marcia verläuft unglücklich. Jahre später in New York treffen die Liebenden wieder aufeinander, als Paul die männliche Hauptrolle in einer Inszenierung neben Marcia erhält. Die Gefühle flammen wieder auch, doch Marcia widersteht der Versuchung. Nicolai jedoch missversteht die Situation und erschießt vor Marcias Augen in einem Anfall von Eifersucht Paul. Aus der berühmten Operndiva Marcia Morrison wird die verhärmte Miss Morrison.
Nach dem Ende ihrer Geschichte vermittelt Miss Morrison erfolgreich zwischen dem jungen Mann und seiner Freundin. Als die Jugend glücklich am Baum tanzen sieht, stirbt Miss Morrison und sinkt in einer anderen Welt wieder in die Arme von Paul.

## Hintergrund
Maienzeit hatte eine komplizierte und langwierige Produktionsgeschichte. Erste Pläne für eine Verfilmung der populären Operette von Sigmund Romberg, die es 1917 mit Peggy Wood in der Hauptrolle auf 492 Aufführungen gebracht hatte, gab es bereits Mitte 1935 als mögliches Projekt für Grace Moore. Das Studio plante, den Film komplett im gerade neu entwickelten sog. 3-Farben Technicolor zu drehen. Die Pläne mit Moore zerschlugen sich und Irving Thalberg gab die Hauptrollen Mitte 1936 schließlich an Jeanette MacDonald und Nelson Eddy, die kurz zuvor mit Tolle Marietta einen überraschenden künstlerischen und finanziellen Erfolg feiern konnten. Die Regie übernahm Edmund Goulding, etliche Nebenrollen wurden noch mit anderen Schauspielern besetzt. Unmittelbar nach dem Tod von Thalberg im September 1936 wurden die Dreharbeiten komplett eingestellt und das ganze Projekt einer Generalrevision unterzogen. Jetzt übernahm Robert Z. Leonard die Regie, das Drehbuch wurde komplett überarbeitet und dabei fast alle Bezüge auf das Bühnenstück verworfen. Die abschließende Fassung mit ihrer tragischen Liebesgeschichte orientiert sich vom Inhalt eng an Noël Cowards Bitter Sweet. Gleichzeitig wurden etliche der ursprünglichen Schauspieler ausgetauscht. Jetzt erst übernahm John Barrymore die Rolle des Nicolai, die zunächst für Paul Lukas vorgesehen war. Ein Großteil des bereits abgedrehten Materials fand keine Verwendung, als der Film im Oktober 1936 wieder vor die Kameras ging.
Jeanette MacDonald nannte Maienzeit stets ihren persönlichen Lieblingsfilm.

## Kinoauswertung
Mit Produktionskosten von 2.126.000 US-Dollar war Maienzeit einer der teuersten MGM-Filme bis dahin. In den USA spielte der Film die sehr hohe Summe von 2.183.000 US-Dollar ein, zu denen noch einmal 1.823.000 US-Dollar aus dem Ausland kamen. Mit einem kumulierten Gesamtergebnis von 4.006.000 US-Dollar wurde aus Maienzeit der erfolgreichste Film des Jahres für MGM.

## Musik
Der Soundtrack des Films enthält unter anderem folgende Musikstücke:
- Now It’s the Month of Maying
- Will You Remember
- Plantons da Vigne
- Vive l’Opera
- Ham and Eggs
- Carry Me Back to Old Virginny
- Santa Lucia
- Czaritza (eine eigens für den Film komponierte Oper, die auf der 5. Sinfonie e-Moll von Pyotr Ilyich Tchaikovsky basiert)
- Les filles de Cadix (von Léo Delibes)
- Le Régiment de Sambre et Meuse
- Nobles Seigneur, Salut (aus der Oper Die Hugenotten von Giacomo Meyerbeer)
- Une dame, noble et sage (aus Die Hugenotten)
- Auszüge aus Lucia di Lammermoor (von Gaetano Donizetti)
- Auszüge aus Wilhelm Tell (Guillaume Tell) (von Gioachino Rossini)
- Auszüge aus Tannhäuser (von Richard Wagner)
- Auszüge aus Tristan und Isolde (von Richard Wagner)
- Auszüge aus Faust (von Charles Gounod)

## Kritik
Die meisten Kritiker waren begeistert und hielten mit ihrem Lob nicht hinter dem Berg. Die New York Times fand, Maienzeit sei die beste Filmoperette bis dato (“the most entrancing operetta the screen has given us… [It] approaches perfection.”)

## Auszeichnungen
Bei der Oscarverleihung 1938 erhielt der Film Nominierungen in den Kategorien:
- Beste Filmmusik
- Bester Ton

## Roman
Eduard Andrés veröffentlichte einen nach dem Film geschriebenen Roman 1938 in Deutschland mit vielen Filmfotos.